# Francis Hugo

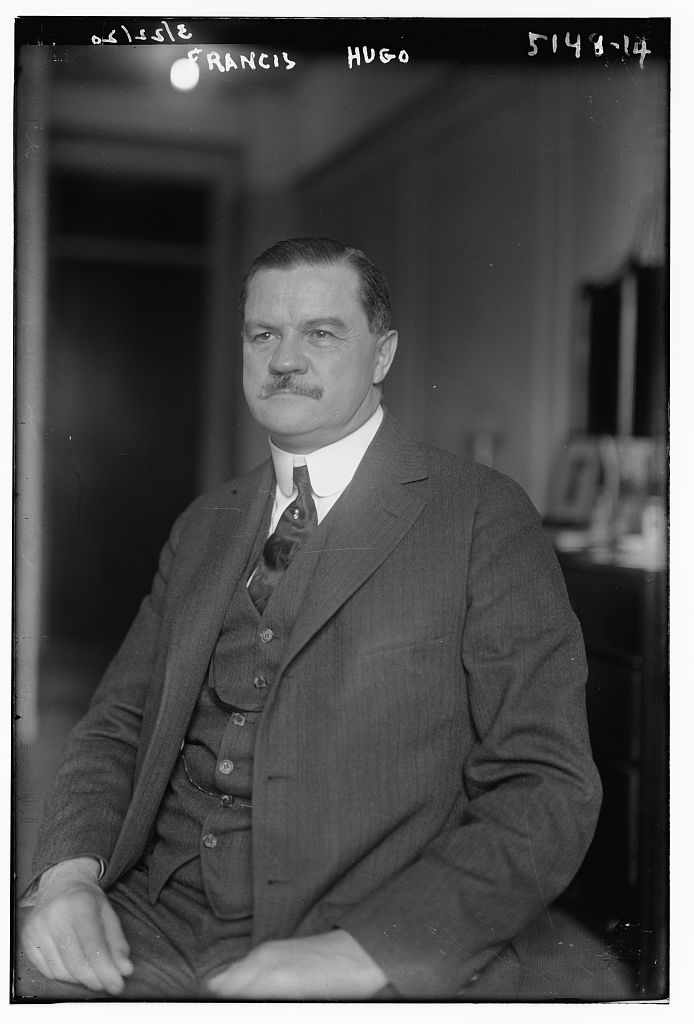
Francis Hugo

Francis M. Hugo (* 5. März 1870 in Kingston, Kanada; † 30. Dezember 1930 in New York City) war ein US-amerikanischer Jurist und Politiker (Republikanische Partei). Er war von 1915 bis 1921 Secretary of State von New York.

## Werdegang
Über die Jugendjahre von Francis M. Hugo ist nichts bekannt. Er besuchte das Queen’s College (heute Queen’s University) in Kingston, wo er diese mit einem Bachelor of Arts und einem Bachelor of Laws wieder verließ. Dann machte er einen Juraabschluss an der Cornell University.
Er war Bürgermeister von Watertown (New York). 1912 nahm er als Delegierter an der Republican National Convention in Chicago (Illinois) teil.
Hugo kandidierte 1912 für das Amt des Secretary of State von New York, erlitt aber bei der Wahl eine Niederlage gegenüber dem Demokraten Mitchell May. Er wurde 1914 zum Secretary of State gewählt und 1916 sowie 1918 wiedergewählt. Während seiner Amtszeit unterzeichnete er den gemeinsamen Beschluss vom Senat und der Assembly, die Wähler bezüglich des Frauenwahlrechts entscheiden zu lassen.
In Watertown praktizierte er zusammen mit Nicholas Doxtater Yost, dem Vater von Charles Woodruff Yost.
1923 wurde er durch die National Non-Theatrical Motion Pictures, Inc. dazu berufen nicht-kommerzielle Filme zu selektieren, eine ähnliche Funktion, wie von Will H. Hays betreffen kommerzieller Filme ausgeübt wurde.
Er heiratete Florence Goodale. Das Paar hatte einen Sohn namens Francis G. Hugo.
Der ältere Bruder von Francis Hugo war Trevanion William Hugo, der von 1900 bis 1904 das Amt des Bürgermeisters von Duluth (Minnesota) bekleidete. Ein anderer Bruder war Abgeordneter in Minnesota.